# Mary Katharine Brandegee
Pour les articles homonymes, voir Layne et Curran.
Mary Katharine née Layne, épouse Curran puis Brandegee est une botaniste américaine, née le 28 octobre 1844 à Tennessee et morte le 3 avril 1920 à Berkeley.

## Biographie
Elle est la cadette d’une fratrie de dix enfants de Marshall Layne et de Mary née Morris. Après de nombreux déménagements, la famille Layne s’installe près de Folsom en Californie. En 1866, elle se marie avec Hugh Curran, policier d’origine irlandaise.
Après le décès de son mari en 1874, Mary part vivre à San Francisco et est embauchée au département de médecine de l’université de Californie. Elle est diplômée en 1878 et commence à s’intéresser à la materia medica et, par là, découvre la botanique. Son professeur, Hans Hermann Behr (1818-1904), lui permet de rencontrer des naturalistes de la California Academy of Sciences. Elle exerce la fonction de conservateur de botanique pour cette Académie de 1883 à 1893.
En 1889, elle se marie avec Townshend Stith Brandegee (1843-1925), ingénieur et collectionneur de plantes. Ensemble, ils assurent l’édition des publications de l’Académie,  dont Mary est la responsable. Ils fondent aussi un journal de botanique consacré à la flore de l’ouest du pays, Zoe.

## Hommages
Plusieurs espèces lui sont dédiées comme Astragalus layneae Greene, 1885 ou  Packera layneae (Greene) W.A.Weber & Á.Löve, 1883 par Edward Lee Greene (1843-1915). Du fait de ses deux mariages, elle est l'une des rares botanistes à posséder deux abréviations officielles.

## Abréviations botaniques
Mary Katharine Brandegee est l'un des rares botanistes à avoir deux abréviations reconnues et conservées sciemment. Le passage de la première à la seconde abréviation a lieu vers 1890, après son second mariage.
Curran est l’abréviation botanique standard de Mary Katharine Brandegee.
Consulter la liste des abréviations d'auteur en botanique ou la liste des plantes assignées à cet auteur par l'IPNI, la liste des champignons assignés par MycoBank, la liste des algues assignées par l'AlgaeBase et la liste des fossiles assignés à cet auteur par l'IFPNI.
K.Brandegee est l’abréviation botanique standard de Mary Katharine Brandegee.
Consulter la liste des abréviations d'auteur en botanique ou la liste des plantes assignées à cet auteur par l'IPNI, la liste des champignons assignés par MycoBank, la liste des algues assignées par l'AlgaeBase et la liste des fossiles assignés à cet auteur par l'IFPNI.